# Casamance (fleuve)
Pour la région traversée, voir Casamance.
Le Casamance est un fleuve du Sénégal. Long de 320 km, il prend sa source dans l'est de la Casamance, aux alentours de Fafacourou, à 50 km au nord-est de Kolda, et la traverse d'est en ouest pour se jeter dans l'océan Atlantique.
La rivière doit son nom au Kasa Mansa ou roi du royaume précolonial de Kasa.

## Description
En aval de Ziguinchor et du fait de la faible déclivité de la région, le fleuve est comme une sorte de bras de mer. A marée haute, il se trouve même sous le niveau de la mer, ce qui permet à l'océan de s'y avancer. Ce phénomène entraîne une eau saumâtre et de nombreux méandres latéraux : les marigots, appelés localement des bolongs.
Le littoral est accompagné d'un système de mangroves qui se ramifie vers l'embouchure; certains bolongs s'étendent sur 20 ou 30 kilomètres à l'intérieur des terres comme le Kamobeul Bôlon ou le Marigot de Diouloulou.
La Casamance est navigable de son embouchure à Ziguinchor. À son embouchure se situent les îles du Bliss.
Son affluent le plus important est le Soungrougrou, qui se jette dans le fleuve par la droite et le nord à 27 kilomètres à l'est de Ziguinchor.

## Trafic
La Casamance est navigable depuis Sédhiou. La ville de Ziguinchor, à 60 kilomètres de la mer, dispose d'un port maritime. En aval de Kolda jusqu'à Ziguinchor, le fleuve ne peut être traversé que par bac, à l'exception d'un pont barrage de 1 250 mètres de long à Diana Malari dans la région de Sédhiou. À Ziguinchor, le pont Émile-Badiane, long de 50 mètres, enjambe le fleuve depuis les années 1970, reliant la ville de la rive sud à Bignona et à la plus grande partie de la région de Ziguinchor, ainsi qu'à la Gambie.

### Cartographie
- Cours de la Casamance de son Embouchure à Diannah, carte dressée par M.A. Vallon, Paris, 1871 (un exemplaire est détenu par la British Library)